# HMS Swiftsure (08)
HMS Swiftsure var en lätt kryssare av Minotaur-klass som användes av Royal Navy under andra världskriget. Hon byggdes av Vickers Armstrong i Newcastle upon Tyne den 22 september 1941, sjösattes den 4 februari 1943 av Lady Wake-Walker och togs i bruk den 22 juni 1944. Swiftsure var den sista kryssaren från Royal Navy som färdigställdes under andra världskriget och var den första brittiska kryssaren som utformades utifrån konceptet med ett operationsrum och modern radar, med skärmar och kommunikation placerade för effektiv ledning. Under sin tjänstgöring i Stilla havet 1945 visade hon sig vara kryssaren med bäst luftvärnsförmåga i flottan, och var den första kryssaren i Royal Navy med radarsystemet 274 för sin huvudbeväpning.

## Tjänstgöring

### Andra världskriget
Swiftsure anslöt sig till hemflottan när hon togs i bruk och 1944 placerades hon i den Östra flottan, där hon i november 1944 blev en del av den nybildade brittiska Stillahavsflottan. I Stilla havet deltog hon i Okinawa-kampanjen i mars–maj 1945 och i juni deltog hon i den brittiska Stillahavsflottans räd mot Truk som en del av Grupp 111.2. Den 30 augusti 1945 återvände gruppen till Hongkong och tog emot den japanska kapitulationen där.

### Efterkrigstiden
År 1946 var hon flaggskepp för 4:e kryssareskadern och 1951 blev hon flaggskepp för 2:a kryssareskadern. Swiftsure uppdaterades för att dela komponenter med HMS Superb såsom tre "Glasshouse"-eldledningssystem med typ 275-radar för 10,2 cm kanonerna, typ 960M spaningsradar och en kraftfullare 40 mm lätt luftvärnsbestyckning på "Boffin"- och "Buster"-fästen.
År 1953 deltog hon i flottuppvisningen för att fira Elizabeth II:s kröning. Den 29 september 1953 var hon inblandad i en kollision med jagaren Diamond, vilket ledde till en våldsam brand i bryggkabeln, som leder alla elektriska kablar till bryggan, driftrummet och förmasten. Hon förblev inaktiv tills en större ombyggnad påbörjades i februari 1957 vid Chatham Dockyard för att i stort sett få upp henne till standarden för den senare Tiger-klassen. Sex dubbla Bofors 40 mm L70 skulle ha monterats, eftersom man sedan andra världskriget hade planerat att införa fler luftvärnskanoner som var mindre än 7,6 cm så snart zonrör kunde monteras på granater som var mindre än 7,6 cm, eftersom den högre eldhastigheten hos de mindre granaterna var effektivare och den befintliga L60 40 mm kanonen med konventionella granater var ineffektiv på mer än en mils avstånd, men Swiftsure skulle också ha behållit sina ursprungliga tredubbla 15,2 cm kanontorn.
Halvvägs genom ombyggnaden i augusti 1959, när den nya bryggan och fackverksmasterna var på plats, avbröts ombyggnaden. Enligt vissa rapporter och enligt regeringens uttalande till parlamentet 1962 hade ombyggnaden kostat för mycket för att ändå resultera i ett föråldrat fartyg. De ursprungliga beräkningarna för ombyggnaden 1956 hade varit 4 miljoner pund. De skador som hon ådrog sig vid sin tidigare kollision med Diamond var inte helt kartlagda vid den tidpunkten och blev uppenbara först under ombyggnaden. Det extra arbetet fördröjde moderniseringen och efter utgifter på över 1 miljon pund och inför betydligt högre arbetskrafts- och materialkostnader på varvet övergavs moderniseringen. På ett foto från april 1960 av Swiftsure vid Chathamvarvet syns de tre tornen återinstallerade och rekonstruktionen delvis slutförd, vilket tyder på att det ombyggda skrovet hade tillräcklig styrka. Även med det sexkanaliga luftvärnseldledningssystem som planerades för Swiftsure (som kombinerade 40 mm och 10,2 cm kanoneld mot specifika mål) hade de dubbla 10,2 cm tornen med takmonterad eldledningsradar fortfarande en långsam eldhastighet och var föråldrade jämfört med USN:s dubbla 7,6 cm/50-torn som monterades på HMS Victorious eller RN:s dubbla 7,6 cm/70-torn som monterades på Tiger-kryssarna. Planen att montera 7,6 cm/70-torn på Swiftsure och Superb övergavs 1951 och den planerade installationen av Bofors 40 mm L/70 på HMS Swiftsure verkar ha avbrutits eftersom det krävdes en konvertering till växelström för 0,5 miljoner pund och för det andra eftersom Sandys Defence Review ledde till att de beställda enkla och dubbla 40 mm L70-montagen för RN slutgiltigt avbröts till förmån för den. Ombyggnaden av Swiftsure blev dyrare och försenades när man i början av 1958 upptäckte att skrovet hade komprimerats mer än 46 cm under tyngden av en ny brygga. Många stöttor monterades internt under den nya bryggan för att förhindra ytterligare kollaps av strukturen, som liknade den som monterades på Belfast, och som var avsedd för båda kryssarna för att möjliggöra montering av utrustning för datalänkar till hangarfartygen och ett operationsrum som skulle ha inkluderat skärmar för det nya typ 184-sonarsystemet samt den nya typ 965-radar som RN-staben begärde 1957 för Swiftsure och Superb. Skrovet byggdes dock om 1958 och i början av 1959 var den strukturella ombyggnaden klar, men den gamla beväpningen bedömdes vara för föråldrad för att passa in. Det var möjligt att montera de nya 7,6 cm tornen på mitten, i A-, B-, X- och Y-positioner, men ombyggnaden av fartyget från likström till växelström för de nya kanonerna innebar ytterligare minst en halv miljon pund extra i kostnad. Långsamma framsteg i arbetet med att felsöka de nya kanonerna av kaliber 7,6 cm/70, vilket ledde till att hangarfartyget Victorious beväpnades med amerikanska vapen av kaliber 7,6 cm/50. Planerna på att utrusta Fiji-klassen, Swiftsure och Superb med 7,6 cm/70:an övergavs 1951. En storm av motstånd i pressen och parlamentet mot de stigande kostnaderna och det långsamma färdigställandet av kryssarna Lion och Blake ledde till att de operativa ombyggda kryssarna HMS Ceylon och Newfoundland såldes i förtid till Peru, att återuppbyggnaden av Swiftsures stoppades och inte återupptogs och att ett misslyckat försök att ta HMS Lion i bruk ett år tidigare än planerat gjordes genom att man tog genvägar för att återuppbygga och modernisera maskinrummen. För att finansiera det oerhört dyra färdigställandet av de två ofullständiga Tiger-kryssarna och för att i sin linda stoppa det intensiva motståndet mot "föråldrade kryssare" stoppades arbetet med Swiftsures ombyggnad. Hennes systerfartyg Superb hade placerats i reserv i slutet av 1957 efter 12 års tjänstgöring, hennes liknande moderniseringsplaner övergavs i april 1957 och såldes för skrotning i början av 1960, en av de första Fiji- eller förbättrade Minotaur-kryssarna som skrotades. Alternativa planer på att omvandla Swiftsure till ett helikopterkryssare övervägdes på allvar redan 1958.
I november 1960 övervägde man fortfarande att behålla Swiftsure och modernisera det med Seaslug-luftvärnsrobotar eller till  en helikopterkryssare. Amiralitetet betraktade Swiftsure som ett av sina få moderna och moderniserade kryssarskrov och övervägde till och med att helt och hållet lägga ut ett platt däck på kryssaren för att kunna operera 10–12 helikoptrar, vilket beräknades kosta oöverkomliga 7 miljoner pund, och andra mer begränsade ombyggnader där man tog bort 15,2 cm "Y"-tornet och bara behöll det främre Mk 23-tornet, men hon såldes till slut och anlände till Thos W. Wards varv i Inverkeithing den 17 oktober 1962 för att skrotas. Hennes tre 15,2 cm trippeltorn hade tagits bort för att minska toppvikten för det i stort sett tomma skrovet för bogseringen från Chatham till Skottlands östkust. Planerna för ombyggnad till helikopterkryssare antogs dock i stor utsträckning i slutet av 1960-talet på kryssarna Blake och Tiger.